# 広島県道283号倉橋大向釣士田港線
広島県道283号倉橋大向釣士田港線（ひろしまけんどう283ごう くらはしおおこうりょうしだこうせん）は、広島県呉市を通る一般県道である。

## 概要
呉市倉橋町から倉橋島西岸を通って釣士田港に至る。

### 路線データ
- 起点：広島県呉市倉橋町（本浦交差点、広島県道35号音戸倉橋線交点）
- 終点：広島県呉市倉橋町（広島県道35号音戸倉橋線上）
- 実延長：16.886 km[1]

## 歴史
- 1960年（昭和35年）10月10日 - 広島県告示第682号により広島県道304号倉橋大向釣士田港線として認定される。
- 1972年（昭和47年）11月1日 - 広島県の県道番号再編により広島県道283号倉橋大向釣士田港線に改称する。
- 2005年（平成17年）3月20日 - 安芸郡音戸町・蒲刈町・倉橋町・豊田郡豊浜町・安浦町・豊町が呉市に編入されたことに伴い全線が呉市域のみを通る路線になり、併せて起終点の地名表記が変更される。

## 路線状況

### 重複区間
- 広島県道35号音戸倉橋線（呉市倉橋町）

## 地理

### 通過する自治体
- 呉市

### 交差する道路
| 交差する道路                        | 交差する場所 | 交差する場所      |
| ----------------------------------- | ------------ | ----------------- |
| 広島県道35号音戸倉橋線              | 倉橋町       | 本浦交差点 / 起点 |
| 広島県道35号音戸倉橋線 重複区間起点 | 倉橋町       |                   |
| 広島県道35号音戸倉橋線 重複区間終点 | 倉橋町       | 終点              |

### 沿線
- 呉市役所 倉橋支所
- 倉橋郵便局
- 倉橋市民センター